# Fahad Hadeed
Bản mẫu:Arabic name
Fahad Salim Hadid Obaid Ghraib (tiếng Ả Rập: فهد سالم حديد عبيد غريب; sinh ngày 7 tháng 7 năm 1993), thường được biết với tên Fahad Hadeed, là một cầu thủ bóng đá người Các Tiểu vương quốc Ả Rập Thống nhất. thi đấu ở vị trí tiền vệ cho Al Nassr và Đội tuyển bóng đá U-20 quốc gia Các Tiểu vương quốc Ả Rập Thống nhất.
Fahad từng thi đấu cho Al Sharjah SC lúc còn trẻ. Anh được gửi đi theo dạng chuyển nhượng tự do, sau đó ký một bản hợp đồng mới với Al Wasl FC vào tháng 12 năm 2011.